# Konstantin Leselidze
Konstantin Nikołajewicz Leselidze (gruz. კონსტანტინე ნიკოლოზის ძე ლესელიძე trb. konstantine nikolozis dze leselidze trl. k’onst’ant’ine nik’olozis dze leselidze; ur. 2 października?/15 października 1903 w Ozurgeti, zm. 21 lutego 1944 w Moskwie) – radziecki dowódca wojskowy narodowości gruzińskiej, generał-pułkownik, Bohater Związku Radzieckiego (1971).

## Życiorys
Był bratem Wiktora. Skończył dwuklasową szkołę we wsi Zwani i do 1921 5 klas gimnazjum w Ozurgeti, od maja 1921 służył w Armii Czerwonej, 1922 ukończył Gruzińską Zjednoczoną Szkołę Wojskową, a 1925 eksternistycznie Tyfliską Szkołę Artylerii. Od 1922 służył w Kaukaskiej Armii Czerwonego Sztandaru jako dowódca plutonu, od maja 1925 do września 1927 pomocnik dowódcy baterii, od września 1927 do września 1929 dowódca baterii, a od września 1929 do kwietnia 1931 dowódca dywizjonu artylerii. W 1922 uczestniczył w likwidacji antyradzieckiego powstania w Chewsuretii, 1923 w rejonie Ozurgeti, a w 1924 powstania antykomunistycznego w Duszeti, od 1925 należał do WKP(b). W 1929 skończył leningradzkie kursy artylerii, od kwietnia 1931 do 1937 był dowódcą - komisarzem 2 Gruzińskiego Pułku Artylerii, potem p.o. dowódcy 63 Gruzińskiej Dywizji Piechoty, a od czerwca 1938 do lutego 1941 szefem artylerii 5 Dywizji Piechoty Białoruskiego Okręgu Wojskowego, we wrześniu 1939 brał udział w agresji ZSRR na Polskę (w Zachodniej Białorusi). Od lutego do czerwca 1941 był szefem artylerii 2 Korpusu Piechoty Białoruskiego Specjalnego Okręgu Wojskowego, od czerwca 1941 do czerwca 1942 szefem artylerii 2 Korpusu Piechoty i 50 Armii Frontu Zachodniego, w lipcu-sierpniu 1942 dowódcą 3 Górskiego Korpusu 46 Armii Frontu Zakaukaskiego, a od sierpnia 1942 do stycznia 1943 dowódcą 46 Armii Frontu Zakaukaskiego. Od stycznia do marca 1943 dowodził 47 Armią, a od marca 1943 do lutego 1944 18 Armią Frontu Zakaukaskiego/Północno-Kaukaskiego/1 Ukraińskiego. Uczestniczył w walkach obronnych na Białorusi i pod Smoleńskiem, bitwie pod Moskwą, obronie Tuły, walkach u głównego grzbietu Kaukazu, operacji krasnodarsko-noworosyjskiej, noworosyjsko-tamańskiej, kerczeńsko-eltigeńskiej i żytomiersko-berdyczowskiej, w obronie Zakaukazia, wyzwoleniu Kaukazu, Noworosyjska i Półwyspu Tamańskiego, uchwyceniu przyczółku na Półwyspie Kerczeńskim i w wyzwoleniu Prawobrzeżnej Ukrainy. Podczas pobytu na froncie ciężko zachorował i został odesłany do moskiewskiego szpitala, gdzie zmarł. Został pochowany w Tyflisie.

## Awanse
- Pułkownik (17 lutego 1936)
- Generał Major (2 stycznia 1942)
- Generał Porucznik (14 października 1942)
- Generał Pułkownik (9 października 1943)

## Odznaczenia
- Złota Gwiazda Bohatera Związku Radzieckiego (pośmiertnie 13 maja 1971)
- Order Lenina (dwukrotnie - 13 grudnia 1942 i pośmiertnie 13 maja 1971)
- Order Czerwonego Sztandaru (17 kwietnia 1942)
- Order Suworowa I klasy (18 września 1943)
- Order Bohdana Chmielnickiego I klasy (10 stycznia 1944)
- Order Czerwonej Gwiazdy (dwukrotnie - 22 marca 1936 i 31 sierpnia 1941)
- Order Czerwonego Sztandaru Pracy Gruzińskiej SRR (29 marca 1931)
- Medal jubileuszowy „XX lat Robotniczo-Chłopskiej Armii Czerwonej” (1938)
- Medal „Za obronę Kaukazu” (1944)